# Thun-Saint-Amand
Thun-Saint-Amand é uma comuna francesa na região administrativa de Altos da França, no departamento do Norte. Estende-se por uma área de 3.71 km². Em 2010 a comuna tinha 1 135 habitantes (densidade: 305,9 hab./km²).